# Фермен
Фермен (тур. fermene) је кратак, незакопчан прслук од чохе или баршуна, извезен или аплициран украсном врпцом. Дио је женске и мушке народне ношње у балканским  подручјима којима су у прошлости владали Османлије.